# Mieczysław Pawlikowski

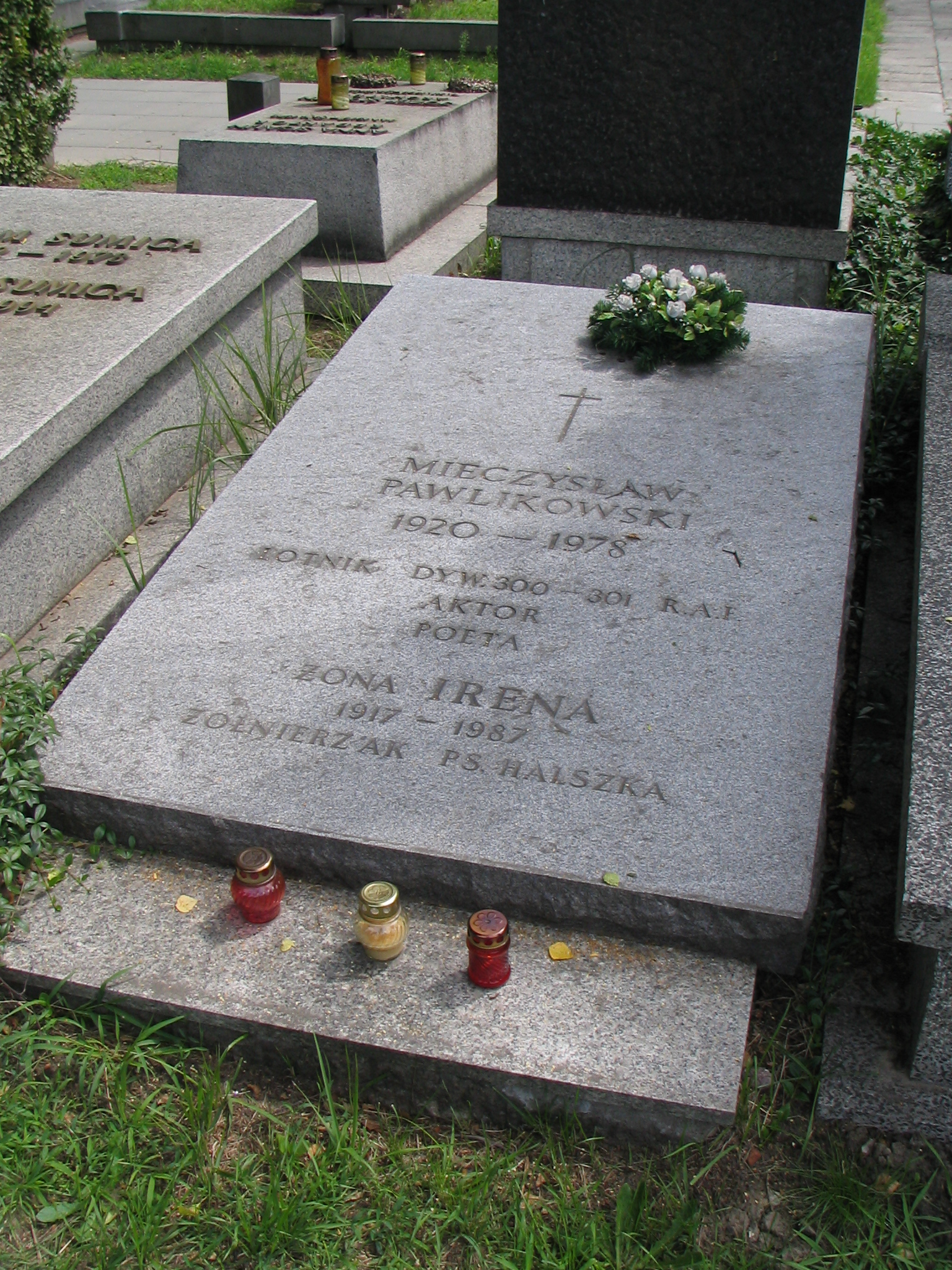
Grób Mieczysława Pawlikowskiego i jego żony Ireny

Mieczysław Pawlikowski (ur. 9 stycznia 1920 w Żytomierzu, zm. 23 grudnia 1978 w Warszawie) – polski aktor teatralny, filmowy, telewizyjny i radiowy, reżyser, sierżant bombardier Polskich Sił Powietrznych w Wielkiej Brytanii.

## Życiorys
Urodził się 9 stycznia 1920 w Żytomierzu jako syn Józefa, starszego sekretarza Sądu Okręgowego w Równem, i Floriany z domu Runowska. Ponieważ Żytomierz pozostał na radzieckiej Ukrainie, w 1922 jego rodzina przeniosła się do Łucka. Jako uczeń gimnazjum im. Tadeusza Kościuszki ukończył w 1937 r. kurs szybowcowy.
Podczas II wojny światowej przedostał się przez Słowację, Węgry i Francję do Wielkiej Brytanii i służył w Polskich Siłach Powietrznych. Otrzymał numer służbowy RAF 781181, przeszedł przeszkolenie w Air Crew Training Centre w Hucknall, a następnie w 10 (Observers) Advanced Flying Unit w Dumfries, 10 września 1942 r. przeszedł do 18 Operational Training Unit w Bramcote. Po ukończeniu szkolenia został przydzielony do 305 dywizjonu bombowego. 1 kwietnia 1943 r. został przydzielony do dywizjonu 300, 24 maja 1943 r. został przedzielony do eskadry C 138 dywizjonu RAF. Ponadto, poza służbą wojskową, realizował swe aktorskie pasje i w 1942 roku zdał w Londynie eksternistyczny egzamin aktorski.

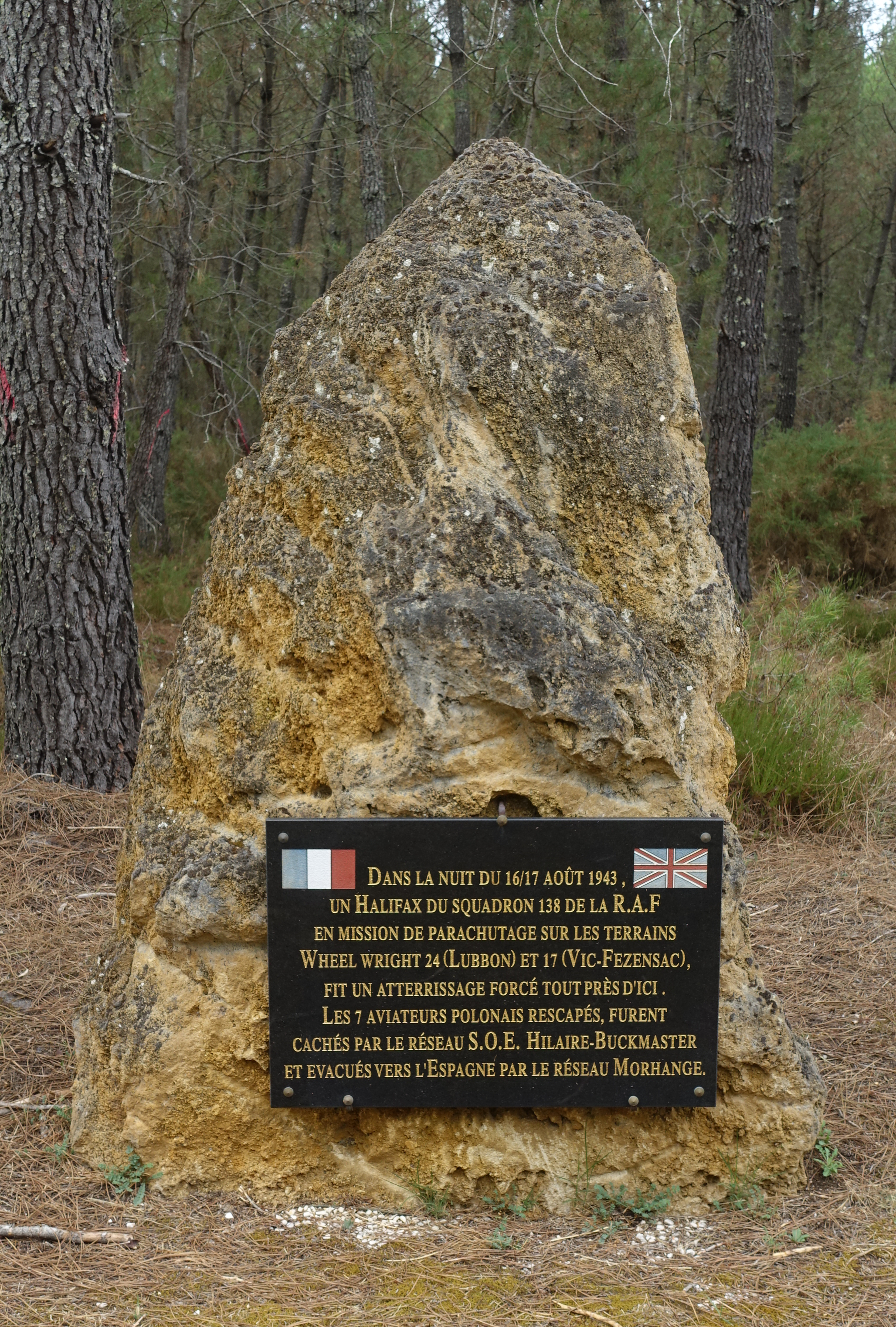
Pomnik upamiętniający awaryjne lądowanie Halifaxa NF-J Janka pod Arx w nocy 16/17 sierpnia 1943 roku

W nocy z 16 na 17 sierpnia 1943 samolot Halifax Mk II NF-J Janka, na którym Pawlikowski pełnił służbę, po przeprowadzeniu zaplanowanego w ramach misji Wheelwright 17/24 zrzutu lądował awaryjnie bez podwozia 3 kilometry na wschód od miejscowości Arx w departamencie Landy we Francji z powodu przegrzania i w konsekwencji awarii silników. Tuż po wylądowaniu, załodze pomocy udzieliła miejscowa komórka ruchu oporu, ukrywając ją przed Niemcami i pomagając przedostać się przez Pireneje do Hiszpanii. Po powrocie do Anglii rozpoczął działalność artystyczną, a także był lektorem i spikerem polskich audycji radia BBC. W latach 1943–1944 występował w zorganizowanej przez por. Leopolda Skwierczyńskiego Lotniczej Czołówce Teatralnej. 1 maja 1945 został na własną prośbę zwolniony z Polskich Sił Powietrznych. Został dwukrotnie odznaczony Krzyżem Walecznych. Łącznie wykonał 29 lotów bojowych.
W sierpniu 1945 wrócił do Polski. Występował w teatrach w Kielcach, ale przede wszystkim w teatrach warszawskich: Klasycznym, Powszechnym, Narodowym, Ateneum, Współczesnym, Syrena, Polskim i Nowym. W 1950 zadebiutował w filmie Warszawska premiera w reżyserii Jana Rybkowskiego. Popularność przyniosła mu rola Zagłoby w Panu Wołodyjowskim i w serialu Przygody pana Michała, jak również prowadzenie Podwieczorku przy mikrofonie. Ostatnią filmową kreacją była rola w komedii sensacyjnej Skradziona kolekcja Jana Batorego. Film miał premierę w 1979, już po śmierci aktora.
Zmarł na zawał serca. Został pochowany na Cmentarzu Wojskowym na Powązkach w Warszawie (kwatera D12-2-2).

## Książki
Autor książki wspomnieniowej Siedmiu z Halifaxa „J” (pierwsze wydanie w 1958).

## Filmografia (wybór)
- Warszawska premiera (1950) – muzyk, przyjaciel Wolskiego
- Gromada (1951) – Jan Zieliński, młynarz
- Inspekcja pana Anatola (1959) – Apollo Godoć
- Historia współczesna (1960) – prezes spółdzielni, szef Basi
- Spotkania w mroku (Begegnung im Zwielicht) (1960) – Bauer
- Milczące ślady (1961) – porucznik Borakowski, kwatermistrz oddziału mjr Zimnego
- Gangsterzy i filantropi (1962) – Pieczarkiewicz, kierownik restauracji (cz. II Alkoholomierz)
- Mansarda (1963) – Franciszek Kostrzewski
- Barbara i Jan (serial telewizyjny) (1964) – Gawlikowski, redaktor naczelny „Echa”
- Wyspa Złoczyńców (1965) – właściciel czarnej limuzyny
- Klub profesora Tutki (serial telewizyjny) (1966–1968) – mecenas, rozmówca profesora
- Klub szachistów (1967) – Henryk Radek, prezes Klubu Szachistów
- Szach i mat! (1967) – ojciec Angeliki
- Pan Wołodyjowski (1969) – Jan Onufry Zagłoba
- Przygody pana Michała (serial telewizyjny) (1969) – Jan Onufry Zagłoba
- Epilog norymberski (1970) – Hermann Göring
- Pejzaż z bohaterem (1970) – dyrektor szkoły w miasteczku
- Kocie ślady (1971) – pułkownik MO
- Nie lubię poniedziałku (1971) – kucharz w telewizji
- Roman i Magda (1978) – ojciec Romana
- Układ krążenia (serial telewizyjny) (1978) – doktor Marcel, przyjaciel Czarnobila (odc. 7)
- Skradziona kolekcja (1979) – Jan Kowalski, filatelista

## Polski dubbing
- Skradziony balon (1967) – Findejs
- Piotruś Pan (1953) – Jerzy Darling
- Wszystko o Ewie (1950) – Max Fabian

## Odznaczenia i nagrody
- Krzyż Walecznych – dwukrotnie[14]
- Złoty Krzyż Zasługi (1970)
- Medal 30-lecia Polski Ludowej (1974)
- Odznaka 1000-lecia Państwa Polskiego (1967)
- Złota odznaka honorowa „Za Zasługi dla Warszawy” (1972)[15]
- Nagroda Miasta Stołecznego Warszawy (1970)
- „Srebrna Maska” w plebiscycie „Expressu Wieczornego” na najpopularniejszych aktorów (1970)

## Upamiętnienie
22 lutego 1980 w Warszawie jednej z ulic na terenie obecnej dzielnicy Praga-Południe zostało nadanie imię Mieczysława Pawlikowskiego.